# Истаравшанский район
Истаравша́нский район (тадж. Ноҳияи Истаравшан) — административный район в составе Согдийской области Республики Таджикистан.
Районный центр — город Истаравшан, расположенный в 90 км юго-западнее города Худжанда. Территория Истаравшанского района составляет 763,0 км2.

## История
Современная территория Истаравшанского района составляла часть исторической области Уструшана, входившей в состав Согда. В V—IX веках Уструшана была самостоятельным княжеством со столицей в городе Бунджикат, находилась в районе современного селения Шахристан, где раскопан дворец афшинов с фрагментами росписей и резного дерева.
В 822 году Уструшана была окончательно завоёвана арабами, а правитель государства — афшин Кавус принял ислам. В 893 году Устурашана вошла в состав государства Саманидов.
Истаравшанский район образован 11 мая 1936 года как Ура-Тюбинский (Уратюбинский) район Ленинабадской области Таджикской ССР.
5 января 1944 года 4 кишлачных совета Ура-Тюбинского района были переданы в новый Ганчинский район. 29 августа 1990 года из южных сельских общин Ура-Тюбинского района был восстановлен Шахристанский район.
10 ноября 2000 года Постановлением Национального совета Высшего Собрания Республики Таджикистан районному центру было возвращено историческое название Истаравшан.

## География
Истаравшанский район расположен в предгорьях Туркестанского хребта. На севере граничит с Зафарабадским районом, на востоке — с Ганчинским районом, на юге — с Шахристанским районом Согдийской области Таджикистана, на западе — с Джизакской областью Узбекистана.

## Население
Население по оценке на 1 января 2022 года составляет 288 100 человек (77,7% — сельское).
| Численность населения | Численность населения | Численность населения | Численность населения | Численность населения | Численность населения | Численность населения | Численность населения |
| 1939                  | 2003                  | 2004                  | 2005                  | 2006                  | 2007                  | 2008                  | 2009                  |
| --------------------- | --------------------- | --------------------- | --------------------- | --------------------- | --------------------- | --------------------- | --------------------- |
| 41 836                | ↗140 100              | ↗143 200              | ↗146 400              | ↗149 700              | ↗153 100              | ↗156 700              | ↗160 400              |
| 2019                  | 2020                  | 2021                  | 2022                  |                       |                       |                       |                       |
| ↗268 100              | ↗273 500              | ↗283 300              | ↗288100               |                       |                       |                       |                       |

## Административное деление
В состав Истаравшанского района входят 1 город (Истаравшан) и 10 сельских общин (тадж. ҷамоат):
| Сельская община | Население (2015) |
| --------------- | ---------------- |
| Чорбог          | 16,488           |
| Гули-Сурх       | 42,582           |
| Джавкандак      | 10,200           |
| Ниджони         | 10,350           |
| Нофародж        | 10,875           |
| Пошкент         | 19,746           |
| Калачаи-Калон   | 15,433           |
| Калаи-Баланд    | 9,820            |
| Сабристон       | 16,822           |
| Зархалол        | 30,683           |

Главой Истаравшанского района является Председатель Хукумата, который назначается Президентом Республики Таджикистан. Главой правительства Истаравшанского района является Председатель Хукумата. Законодательный орган Истаравшанского района — Маджлис народных депутатов, который избирается всенародно на 5 лет.

## Природные лечебные ресурсы
На территории района имеются все условия для оздоровления и отдыха.

### Минеральные воды
В 1948 г. в поисках нефти была пробурена скважина глубиной 1300 метров. Но вместо нефти из скважины забил фонтан горячей воды. Изучение источника показало, что горячие минеральные воды относятся к термальным водам натриево-хлоридного типа, с минерализацией 4 г/л, т.е. близко подходят к воде Ессентукских источников. Так, в литре воды содержится: углекислого газа 20-45%, кислорода – 0,1-1%. Водорода – 0,01-0,9%, гелия – 0,5-1,5%, метана – 1-2%. Богат микроэлементный состав: хлор – 2000 мг/л, железо – 300 мг/л, бор – 14 мг/л, фтор – 4,9 мг/л, стронций – 0,015 мг/л, литий – 0,015 мг/л, ванадий – 0,001 мг/л. Что же касается физической характеристики, то вода имеет запах – сероводородный, вкус – слабосоленый, pH – 6.8.

### Санатории
- «Хаватаг» — бальнеологическая курортная местность. Высокая лечебная эффективность минерального источника послужила поводом его быстрого освоения и строительства санатория. В 1954 г. здесь был построен ванный корпус. Выделены специалисты для рационального использования минеральных вод и изучения их действия на человеческий организм. Таким образом, на окраине Голодной степи начала строиться водолечебница санаторного типа «Хаватаг», которая с каждым годом росла и благоустраивалась;
- В кардиологическом санатории "Уротеппа" ежегодно отдыхают и лечатся 350-400 человек со всех концов республики и республик бывшего Союза. Это самый молодой в республике санаторий. Он расположен среди гор северной части Туркестанского хребта, на высоте 1000-1050 метров над уровнем моря. Вокруг находится много горных источников с прозрачной, приятно освежающей водой. Воздух богат ультрафиолетовыми и аэроионными лучами. Летом температура воздуха не поднимается выше 30 градусов Цельсия. Санаторий "Уротеппа" - единственная в республике лечебница, где занимаются профилактикой и лечением различных заболеваний сердца, кровеносных сосудов, гипертонии, атеросклероза, ревматизма, дыхательных органов, нервной системы, радикулита;
- Санаторий «АВИС СИТИ» (бывший «УРА-Тюбе»). Расположен на высоте 1100 метров над уровнем моря, в 6 километрах от города Истаравшан. Прекрасный климат, живописная местность, летняя температура + 25 +30 С. На территории санатория раскинулись плантации роз и большой фруктовый сад. Лечат здесь больных с заболеванием сердечно-сосудистой системы, неврозы. Они получают воздушно-солнечные, хвойные, йодобромные и жемчужные ванны, проводятся различные физиопроцедуры.